# Metepsilonema hagmeieri
Metepsilonema hagmeieri är en rundmaskart som först beskrevs av Stauffer 1925.  Metepsilonema hagmeieri ingår i släktet Metepsilonema och familjen Epsilonematidae. Inga underarter finns listade i Catalogue of Life.